# Kalina Sieboldova
Kalina Sieboldova (Viburnum sieboldii) je opadavý keř pocházející z Japonska. Vzácně se v Česku pěstuje v arboretech a botanických zahradách.

## Popis
Kalina Sieboldova je opadavý vzpřímený keř dorůstající výšky 2 až 5 metrů, někdy i nízký strom. Letorosty jsou v mládí šedě chlupaté, později olysávají. Listy jsou obvejčité až eliptické, 6 až 12 cm dlouhé a 3 až 7 cm široké. Čepel listů je na líci leskle tmavě zelená, na okraji vroubkovaně pilovitá, na vrcholu tupá až špičatá. Na rubu listů jsou často na žilkách hvězdovité chlupy. Žilnatina je tvořena 7 až 10 páry žilek. Řapík je 6 až 20 mm dlouhý. Květy jsou zvonkovité, asi 8 mm široké, smetanově bílé, v latách. Plody jsou zpočátku červené, později až modročerné, vejcovitého tvaru, asi 12 mm dlouhé, na červených stopkách. Kvete v květnu až červnu.

## Rozšíření
Kalina Sieboldova pochází z Japonska, kde roste v podrostu světlých lesů.

## Význam
Tato bohatě kvetoucí kalina je vysazována vzácně. Je možno ji vidět např. ve sbírkách Botanické zahrady a arboreta MU v Brně.

## Galerie

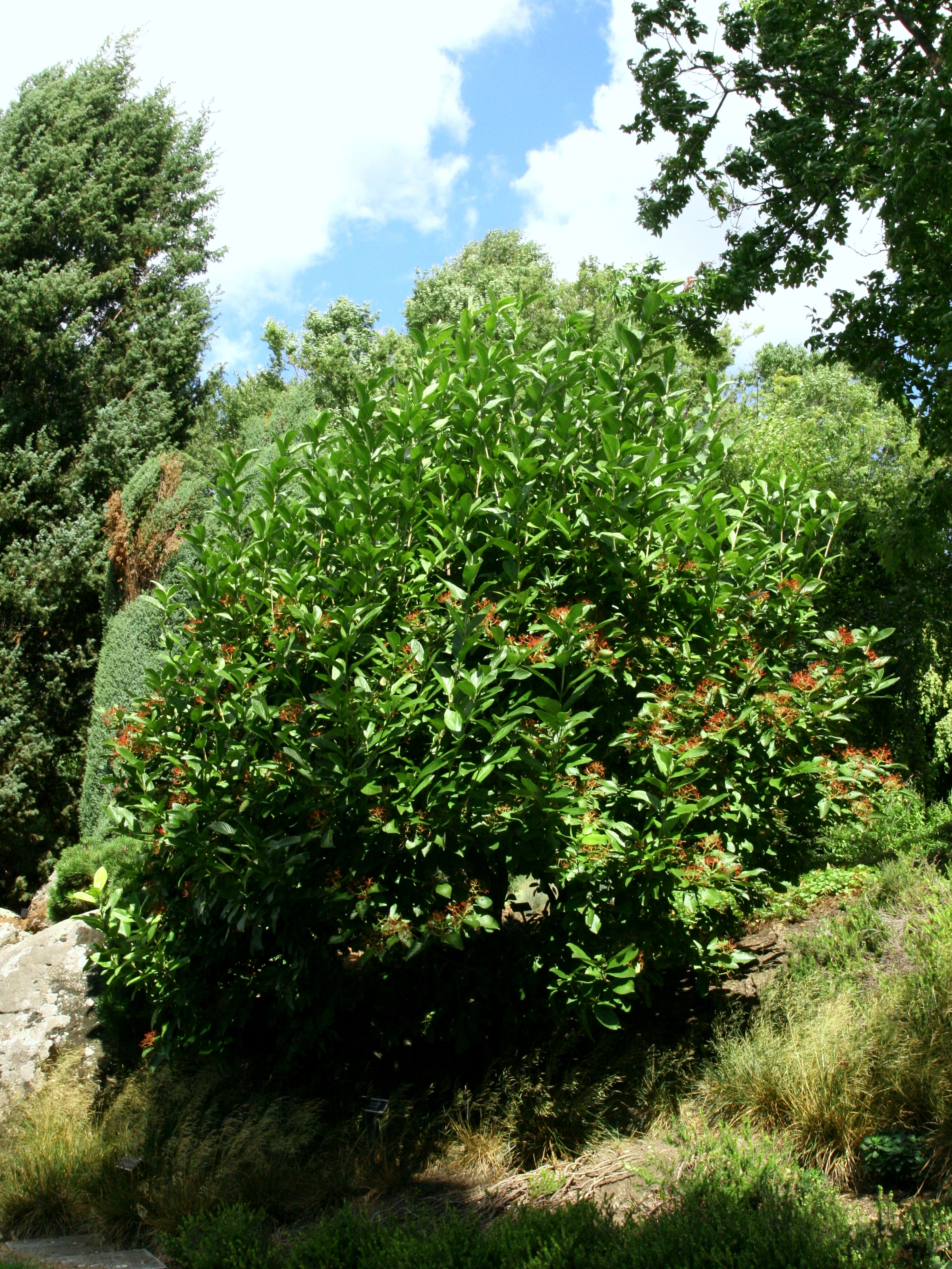
Kalina Sieboldova - celkový pohled
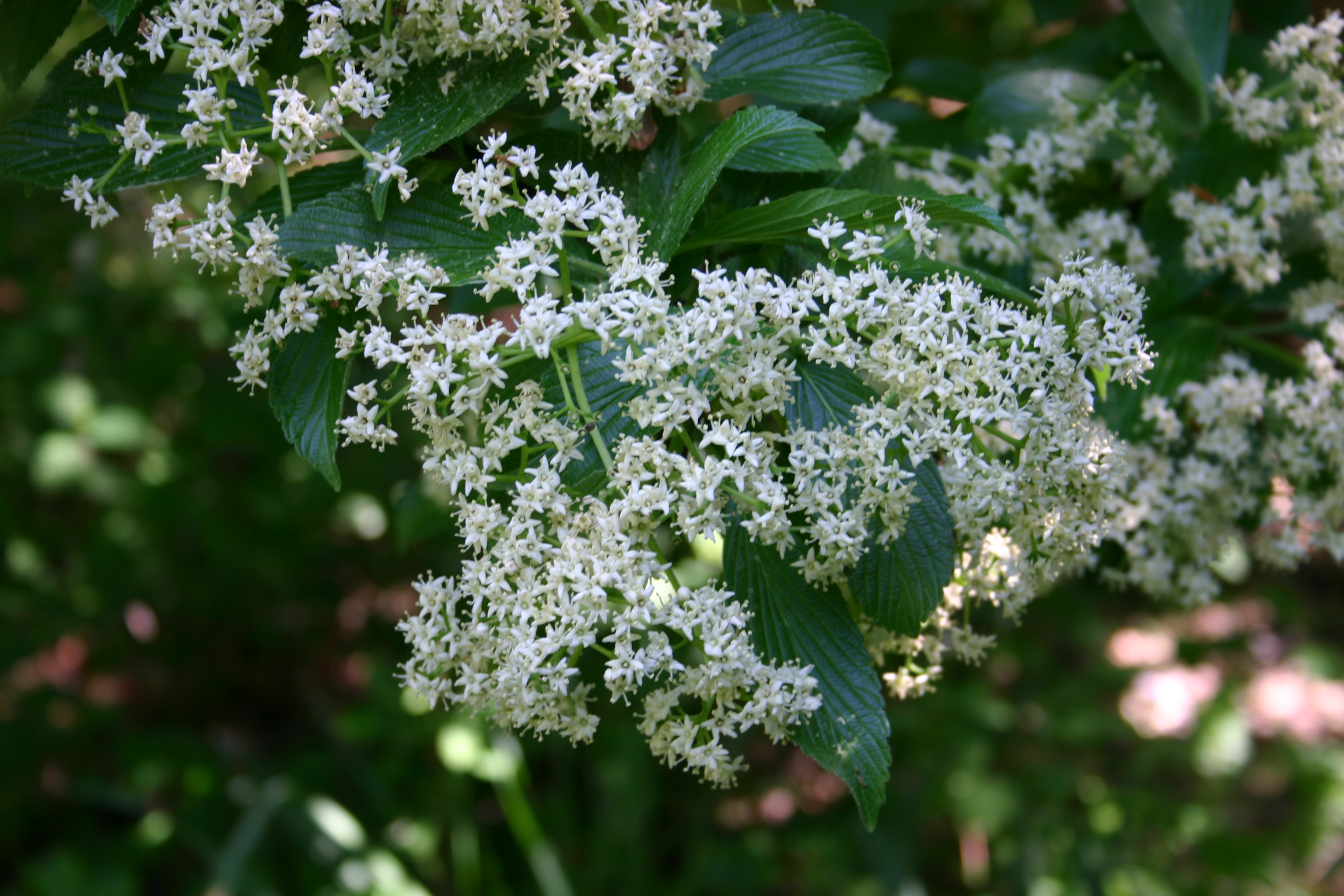
Květenství kaliny Sieboldovy
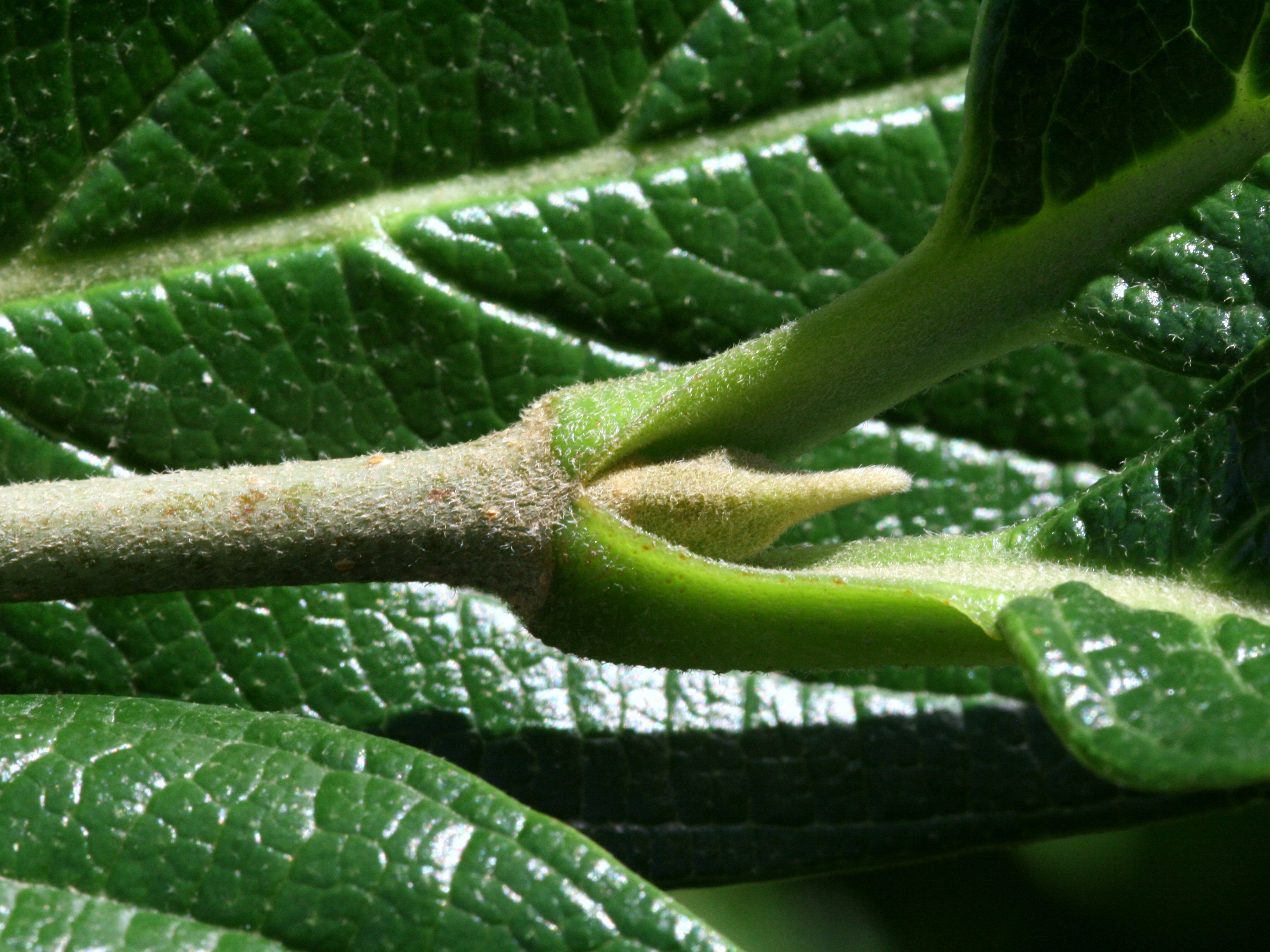
Detail větévky kaliny Sieboldovy
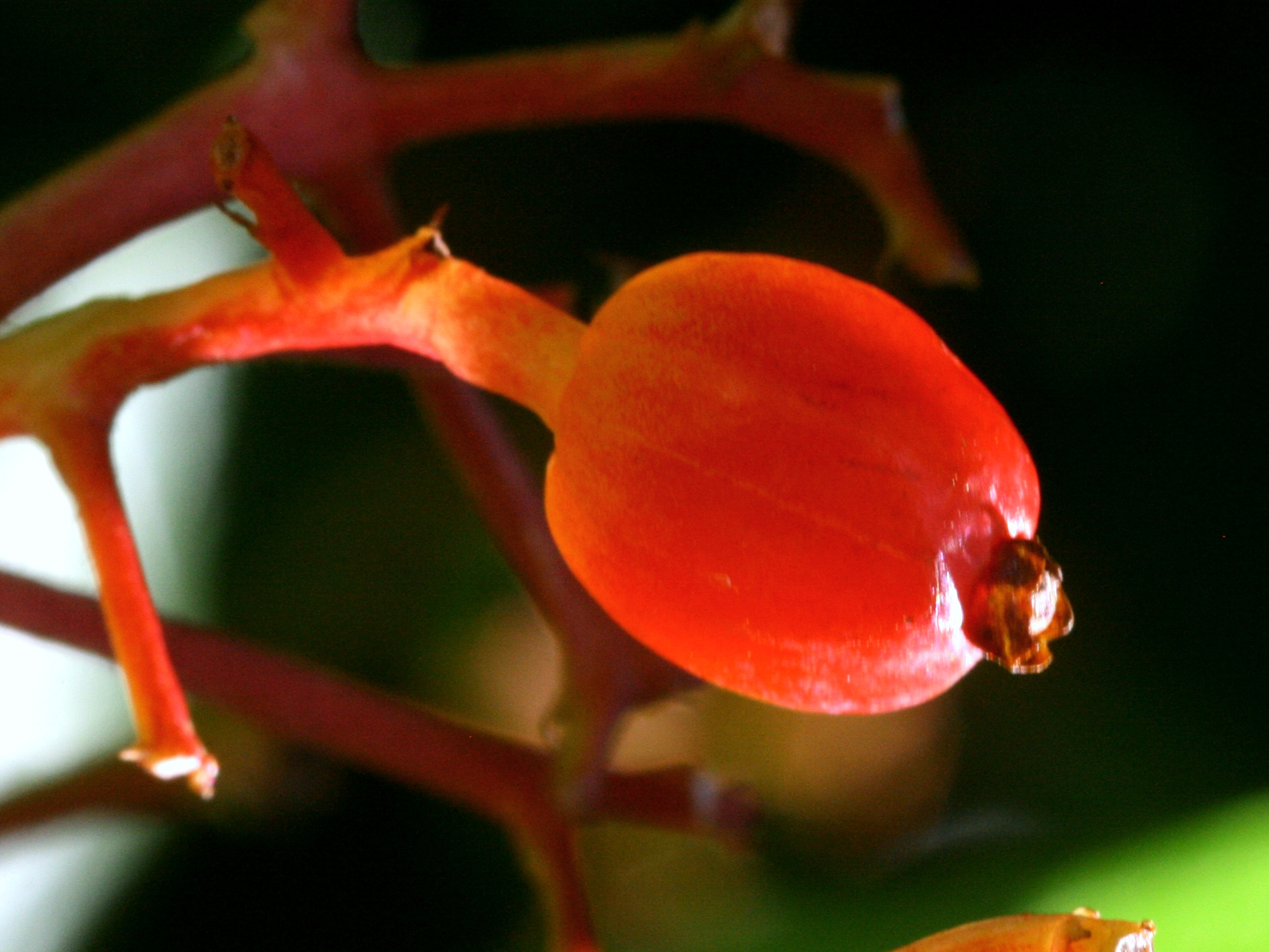
Detail dozrávajícího plodu kaliny Sieboldovy